# Florian Noskowski vel Trąbski
Florian Noskowski vel Trąbski herbu Łada (zm. w 1580 roku) – starosta ciechanowski w 1569 roku.
Studiował w Bolonii i Rzymie w 1556 roku. Poseł na sejm 1569 roku z województwa płockiego. Zaprzysiągł i podpisał akt unii lubelskiej.